# Washington (Tyne y Wear)
Washington es una villa del distrito de Sunderland, en el condado de Tyne y Wear (Inglaterra). Según los datos publicados por Oficina Nacional de Estadística británica en el censo de 2001, Washington tiene una superficie de 13,05 km² y 53 388 habitantes (49,04% varones y 50,96% mujeres), con una densidad de población de 4091,03 hab/km². Hasta la creación de Tyne y Wear bajo la Ley de Gobierno Local de 1972, la localidad se encontraba en el condado histórico de Durham.